# خاص (عثمانی)
خاص یک سرزمین در امپراتوری عثمانی بود که از دید نظام اداری سپاهیان دسته‌بندی و اداره می‌شد.
این نظام که تا سال ۱۸۳۹ نیز وجود داشت، در دوران حکومت سلطان مراد یکم (سومین سلطان عثمانی) تأسیس شده بود. درآمد سالانهٔ یک خاص از ۱۰۰٬۰۰۰ آقجه (واحد پول عثمانی) بیشتر بود.
مالک خاص نیز یک بیگ (سردار محلی) بود. در صورتی که حکومت قصد حمله نظامی داشت، بیگ موظف بود برای هر ۵٬۰۰۰ آقجه از درآمد خود، یک جبلی (نظامی) تأمین کند.
خاص خود به چند دسته تقسیم می‌شد:
- خاص همایون، برای سلطان
- خاص میرلواء، برای فرماندار
- خاص میرمیران، برای پاشای درجه دو که بر یک ایالت حکومت می‌کرد